# Stix Baer & Fuller
Stix, Baer en Fuller (ook wel "Stix" of SBF of de Grand-Leader genoemd) was een warenhuisketen in St. Louis, Missouri. De keten was actief van 1892 tot 1984.

## Geschiedenis
De oorspronkelijk winkel, de Grand-Leader genoemd, bevond zich in het centrum van St. Louis, aan de noordkant van Washington Avenue tussen Sixth Street en Seventh Street en was in 1920 uitgegroeid tot het hele stadsblok.
De winkel werd in 1892 opgericht door Charles Stix, de broers Julius Baer en Sigmond Baer en Aaron Fuller. Het was een naamloze vennootschap, waarvan de aandelen werden verhandeld op de New York Stock Exchange. Het bedrijf was lange tijd lid van de American Merchandising Companies (AMC), een handelsvereniging van belangrijke, lokaal beheerde warenhuizen in de Verenigde Staten. Gedurende vele jaren stond het bedrijf bekend als de toonaangevende high-end modewinkel in de regio St. Louis, hoewel een kleinere concurrent, Scruggs, Vandervoort and Barney, ook om die positie streed.
In 1937 werd Arthur B. Baer (1895-1970), de enige zoon van Julius Baer (1861-1940), president. Op een gegeven moment waren de grootste aandeelhouders van Stix Arthur B. Baer, Sidney Baer en Leo C. Fuller, die samen ook het bestuur van de onderneming vormden. 
Ze huurden echter een reeks meer ervaren retailers in om het bedrijf als algemeen directeur te leiden. Degenen met de langste ambtstermijn waren Morris Jelenko en later, Frank P. Wolff. De laatste algemeen directeur en president was J. Arthur Baer, zoon van Arthur B. Baer.
In 1966 werd het bedrijf gekocht door Associated Dry Goods (ADG), waarna er expansie volgde naar Kansas City.
Niet in staat om te concurreren met warenhuisketen Famous-Barr, werden de 13 warenhuizen in 1984 door ADG verkocht aan Dillard's. Daarna werden de winkels omgebouwd tot Dillard-filialen. De vlaggenschipwinkel in het centrum van St. Louis, ontworpen door John Mauran en in fasen gebouwd tussen 1906 en 1991, werd kort gesloten en heropend in 1985 als onderdeel van de St. Louis Centre Mall. In september 2001 werd de winkel gesloten omdat het winkelcentrum een mislukking was. 
Het River Roads-filiaal werd gesloopt, samen met de rest van het winkelcentrum. De winkel op het voormalige Crestwood Plaza werd in de herfst van 2016 gesloopt, waarna de rest van het voormalige winkelcentrum ook gesloopt werd wegens een herontwikkeling.